# Niphona lunulata
Niphona lunulata es una especie de escarabajo longicornio del género Niphona, tribu Pteropliini, subfamilia Lamiinae. Fue descrita científicamente por Pic en 1926.

## Descripción
Mide 15-17 milímetros de longitud.

## Distribución
Se distribuye por Laos y Vietnam.